# Navarra (1992)
Navarra (F-85) – hiszpańska fregata rakietowa, piąta jednostka typu Santa María.

## Skrócony opis
Navarra (F-85) jest piątym okrętem z serii hiszpańskich fregat rakietowych Santa María, będących lokalnym, licencyjnym rozwinięciem okrętów typu Oliver Hazard Perry (OHP). Budowę okrętu rozpoczęto 15 kwietnia 1991 roku. Jednostkę zwodowano 23 października 1992, zaś uroczyste wprowadzenie fregaty do służby odbyło się 27 maja 1994 roku.
Okręt ten, tak jak inne jednostki tej serii, w stosunku do fregat OHP posiadają większą szerokość oraz wyporność, co pozwala na łatwiejszą implementację ewentualnych przyszłych modernizacji i przezbrojeń. Okręt posiada dodatkowo radar dozoru nawodnego i powietrznego RAN-12L. Okręty tego typu posiadają także inne zespoły prądotwórcze, systemy walki elektronicznej, stację hydrolokacyjną oraz lokalny system CIWS Meroka Mod. 2B.

## Udział w misjach zagranicznych
9 grudnia 2002 roku okręt przechwycił frachtowiec So San kilkaset mil od wybrzeży Jemenu na żądanie rządu Stanów Zjednoczonych, w ramach operacji Enduring Freedom – Horn of Africa. Fregata oddała strzały w kierunku  So San po tym, jak załoga frachtowca zignorował polecenia załogi hiszpańskiego okrętu. Na pokładzie znaleziono 23 skrzynie, zawierające 15 kompletnych pocisków balistycznych SCUD, 15 głowic burzących i 23 pojemniki z kwasem azotowym. 
W dniu 23 marca 2010 roku F-85 zatopił łódź piracką i zdobył dwie inne łodzie, po tym piraci próbowali wedrzeć się na pokład statku handlowego MV Almezaan. 
W listopadzie 2016 roku, w czasie patrolów u wybrzeży Libii w ramach operacji EUNAVFOR Sophia, fregata podjęła 227 nielegalnych imigrantów.